# Endostemon camporus
Endostemon camporus là một loài thực vật có hoa trong họ Hoa môi. Loài này được (Gürke) M.R.Ashby mô tả khoa học đầu tiên năm 1936.